# Chiesa dei Santi Maurizio ed Agata
La chiesa parrocchiale dei Santi Maurizio e Agata è un edificio religioso che si trova a Blenio in frazione Campo, in Canton Ticino.

## Storia
La struttura viene citata per la prima volta in documenti storici risalenti al 1225, anche se venne ripetutamente rimaneggiata nel corso dei secoli. L'attuale aspetto venne dato probabilmente in una ristrutturazione del XVI secolo, ulteriori lavori vennero fatti nel 1739.

## Descrizione
La chiesa si presenta con una pianta ad unica navata conclusa con due cori di forma quadrangolare. La copertura della navata è piana in gesso (realizzata nel XIX secolo, mentre la copertura dei cori è di tipo a crociera. L'interno è ornato da diversi affreschi realizzati fra il XV ed il XIX secolo. Alcuni di essi vennero realizzati dalla bottega di Giovanni Battista Tarilli.